# Église Saint-Étienne de Faux-la-Montagne
Pour les articles homonymes, voir Église Saint-Étienne.
L'église Saint-Étienne est une église située à Faux-la-Montagne, dans le département français de la Creuse en France. Construite au XIIIe siècle, elle est inscrite au titre des monuments historiques en 1963.

## Localisation
L'église est située sur la commune de Faux-la-Montagne dans le département français de la Creuse en région Nouvelle-Aquitaine.

## Historique
L'église a été construite au XIIIe siècle.
L'édifice est inscrit au titre des monuments historiques en 1963.

## Description

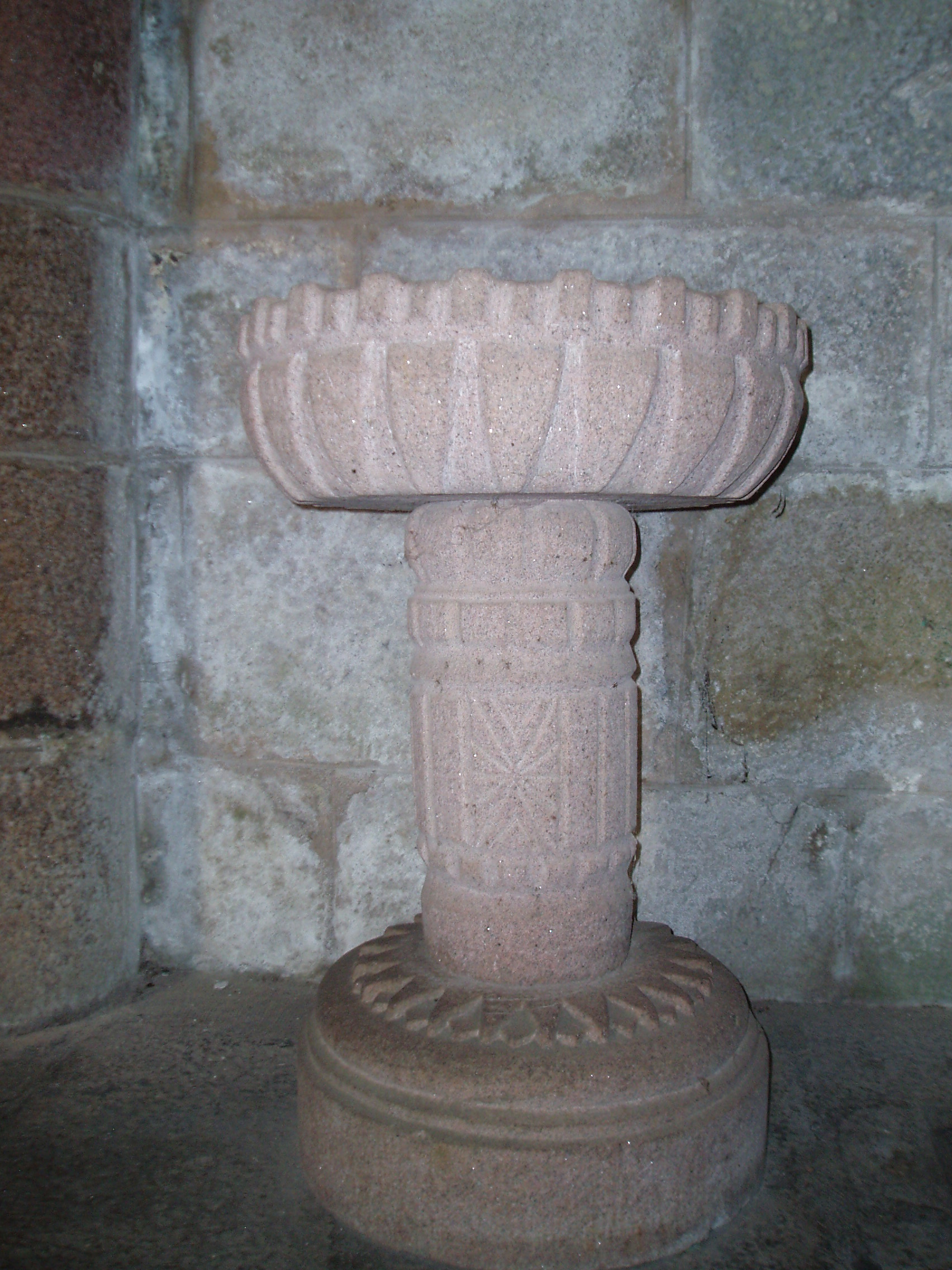
Baptistère.
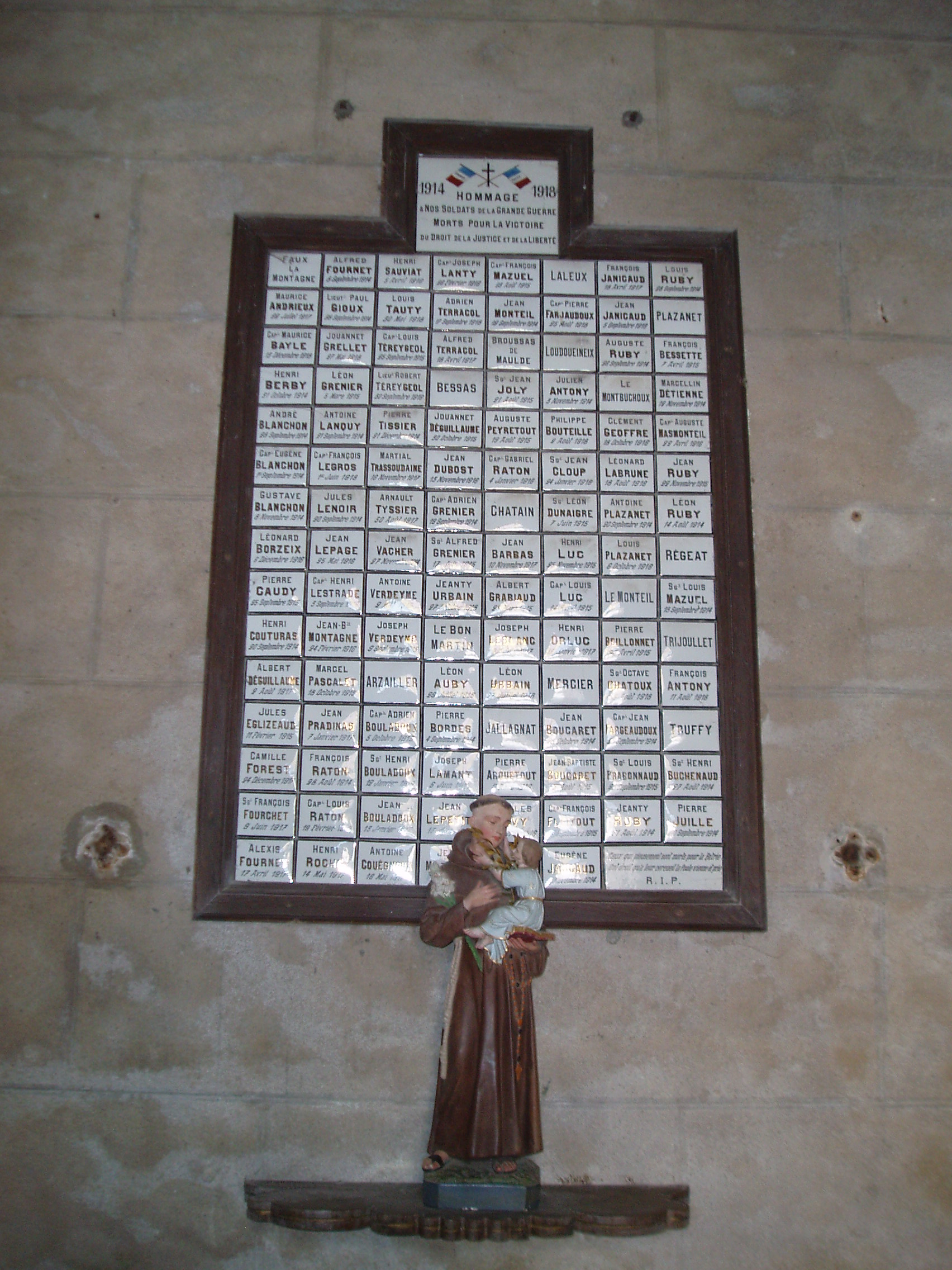
Plaque en hommage aux soldats de la Première Guerre mondiale.